# Artikel 301 (türkisches Strafgesetzbuch)

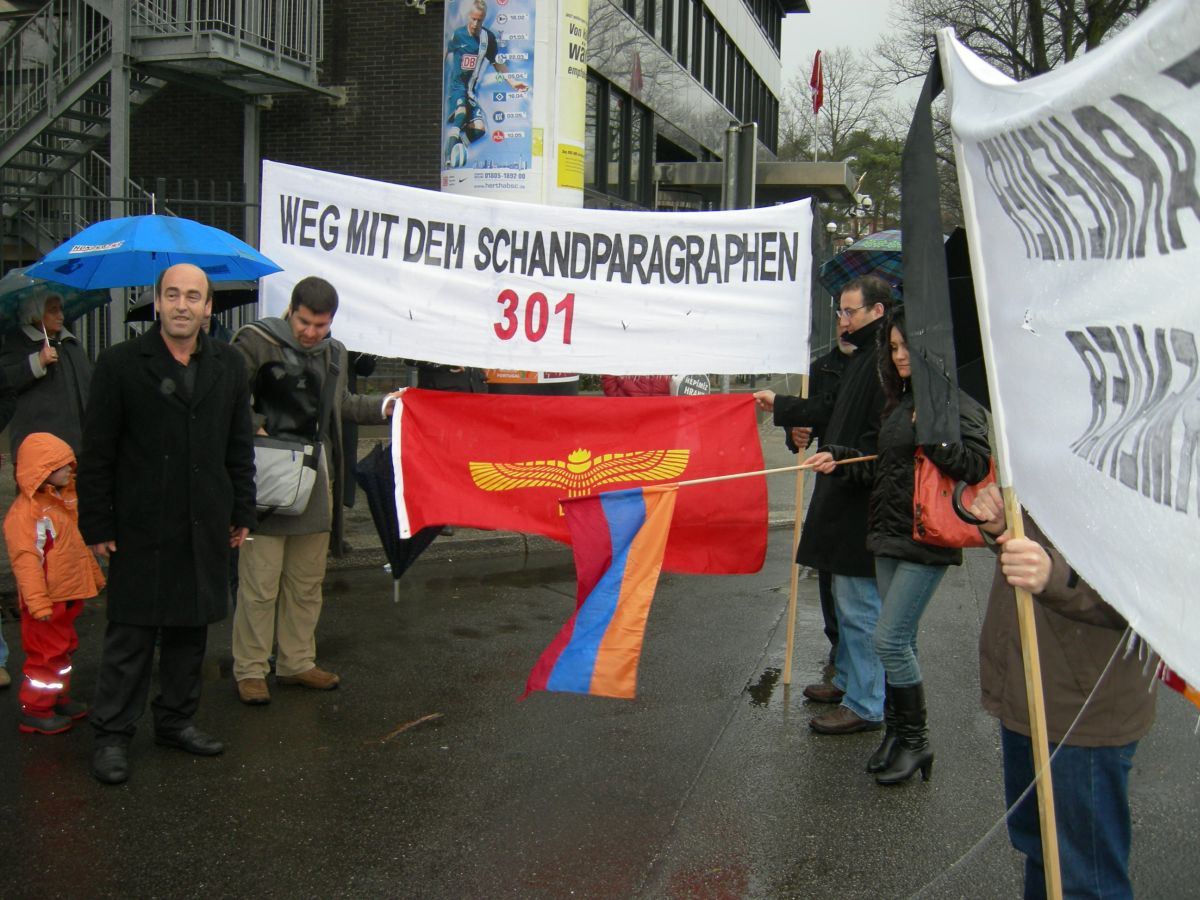
Protest gegen den Art. 301 vor einem türkischen Konsulat (vor der Reform vom 30. April 2008)

Die Beleidigung der türkischen Nation, des Staates der türkischen Republik und der Institutionen und Organe des Staates (türkisch Türk Milletini, Türkiye Cumhuriyeti Devletini, Devletin kurum ve organlarını aşağılama) ist ein Straftatbestand im türkischen Strafgesetzbuch (Türk Ceza Kanunu, TCK), geregelt in Art. 301, der seit dem 1. Juni 2005 in Kraft ist. Mit der Veröffentlichung des Gesetzes Nr. 5759 im Amtsblatt der Türkei wurde dieser durch die Neufassung des Artikels am 8. Mai 2008 abgelöst.

## Geschichte und Wortlaut
Der Art. 301 TCK geht auf den Art. 159 des alten türkischen Strafgesetzbuches zurück. Das alte türkische Strafrecht wurde 1936 weitgehend vom italienischen „Codice Rocco“ Mussolinis kopiert. Seitdem wurde der Art. 159 siebenmal verändert.
Insbesondere auch auf Druck der Europäischen Union wurde in den Gesetzesänderungen des dritten und siebten Harmonisierungspakets (vom 3. August 2002) mit der Änderung des Art. 159 (späterer Absatz 4 von Art. 301) klargestellt, dass nicht eine Meinungsäußerung, sondern nur absichtlich verunglimpfende oder herabsetzende Kritik den Tatbestand der Beleidigung erfüllt.
Der Art. 159 letzter Fassung sah für alle Straftatbestände eine dreijährige Haftstrafe vor. Zusätzlich beinhaltete er eine Verfolgungsermächtigung des Justizministers.
Bis zur Einführung des Art. 301 im Jahr 2005 konnte die Staatsanwaltschaft ohne Einwilligung des Ministers kein Verfahren eröffnen. Diese Verfolgungsermächtigung wurde 2008 wieder eingeführt. Das Strafmaß wurde von drei auf zwei Jahre gesenkt. Damit sind auch Bewährungsstrafen möglich.
| Art. 301 alter Fassung (übersetzt) | Fassung von 2008 (übersetzt) |
| --- | --- |
| Art. 301 Herabsetzung des Türkentums, der Republik und der Institutionen des Staates und seiner Organe | Art. 301 Herabsetzung der türkischen Nation, des Staats der Republik Türkei, der Institutionen des Staates und seiner Organe |
| (1) Wer das Türkentum, die Republik und die Große Nationalversammlung der Türkei öffentlich herabsetzt, wird mit sechs Monaten bis zu drei Jahren Gefängnis bestraft.                                                 | (1) Wer die türkische Nation, den Staat der Türkischen Republik, die Große Nationalversammlung der Türkei, die Regierung der Türkischen Republik und die staatlichen Justizorgane öffentlich herabsetzt, wird mit sechs Monaten bis zu zwei Jahren Gefängnis bestraft. |
| (2) Wer die Regierung der Republik Türkei, die staatlichen Justizorgane oder die staatlichen Streitkräfte oder Sicherheitskräfte öffentlich herabsetzt, wird mit sechs Monaten bis zu zwei Jahren Gefängnis bestraft. | (2) Wer die staatlichen Streitkräfte oder Sicherheitskräfte öffentlich herabsetzt, wird gemäß Abs. 1 bestraft. |
| (3) Wenn die Verunglimpfung des Türkentums durch einen türkischen Staatsbürger im Ausland begangen wurde, wird die Strafe um ein Drittel erhöht.                                                                      | |
| (4) Meinungsäußerungen, die mit der Absicht der Kritik erfolgt sind, stellen keine Straftat dar. | (3) Meinungsäußerungen, die mit der Absicht der Kritik erfolgt sind, stellen keine Straftat dar. |
| | (4) Die strafrechtliche Verfolgung wegen dieser Tat hängt von der Ermächtigung des Justizministers ab. |

Der türkische Ausdruck „aşağılamak“ kann ins Deutsche auch mit „Verunglimpfung“, „Beleidigung“, „Erniedrigung“ oder „Herabwürdigung“ übersetzt werden.

## Rechtspraxis
Die nationalistische „Juristenvereinigung“ Büyük Hukukçular Birliği mit etwa 700 Mitgliedern unter dem Vorsitz von Kemal Kerinçsiz hat im Mai 2005 Strafanzeigen gegen bekannte türkische Akademiker, Journalisten und Intellektuelle erstattet.
Der Strafsenat des Kassationshofes definierte am 11. Juli 2006 im Hrant-Dink-Urteil das Türkentum folgendermaßen:

„Türkentum bedeutet die Gesamtheit der nationalen und ideellen Werte, die aus den menschlichen, ethischen, religiösen und historischen Werten und aus der nationalen Sprache, den nationalen Gefühlen und Traditionen von Rassismus ablehnenden Personen oder Gemeinschaften unterschiedlicher Sprache, Religion, Rasse und unterschiedlicher Gedanken im Nationalbewusstsein resultieren.“

Von allen Verfahren nach dem Artikel 301 sind etwa elf Prozent wegen des Delikts „Beleidigung des Türkentums“. In den seltensten Fällen kommt es zu einer Verurteilung wegen dieses Straftatbestands.
Weitaus mehr Fälle betreffen die Beleidigung der Republik Türkei, der Gerichtsorgane und der Sicherheits- und Polizeikräfte; zahlreiche Intellektuelle und Schriftsteller wurden deshalb angeklagt und verurteilt. Prominente Beispiele aus jüngerer Zeit:
- Der 2007 ermordete armenische Journalist Hrant Dink wurde als erster explizit wegen „Beleidigung des Türkentums“ am 8. Oktober 2005 zu sechs Monaten Haft auf Bewährung verurteilt für einen Zeitungsartikel vom 13. Februar 2004.[12]
- Das Verfahren gegen den Literatur-Nobelpreisträger Orhan Pamuk wurde am 22. Januar 2006 eingestellt mit der Begründung, es fehle eine Verfolgungsermächtigung des türkischen Justizministers.
- Die türkische Anwältin und Menschenrechtlerin Eren Keskin wurde von der 3. Strafkammer in Istanbul am 14. März 2006 verurteilt für Äußerungen zur türkischen Armee auf einer Podiumsdiskussion in Köln im Jahr 2002.[13]
- Die Schriftstellerin Elif Şafak wurde im September 2006 vom Vorwurf freigesprochen.
- Im Mai 2007 wurde der kurdische Politiker Mahmut Alınak wegen Beleidigung des Parlamentes und der Streitkräfte zu 10 Monaten Haft verurteilt.[14]
- Am 11. Oktober 2007 verurteilte ein Strafgericht in Istanbul Arat Dink, den Bruder des ermordeten Hrant Dink, und Serkis Seropyan zu jeweils einem Jahr Haft wegen Beleidigung des Türkentums.[15][16]
- Am 20. März 2008 wurde die Rechtsanwältin und Menschenrechtlerin Eren Keskin von einem türkischen Gericht zu einer Freiheitsstrafe von sechs Monaten verurteilt.[17]

Laut dem türkischsprachigen Nachrichtensender CNN Türk wurden innerhalb von fünf Jahren 1481 Prozesse eröffnet, die auf diesem Artikel basieren.
Handelsblatt zufolge steigen die Zahlen der Anklagen von 835 Anklagen im Jahr 2007 auf bereits 744 im ersten Quartal 2008.
- 1. Mai 2008: Bericht des Projektes Media Monitoring für die ersten drei Monate 2008.[20] Dem Bericht zufolge gab Justizminister Mehmet Ali Sahin bekannt, dass im Jahre 2006 in 835 Verfahren 1.533 Personen wegen eines Vergehens nach Artikel 301 TSG angeklagt waren. In den ersten drei Monaten des Jahres 2007 seien 744 Verfahren mit 1.189 Angeklagten hinzugekommen.
- 10. September 2008: Das Justizministerium hat nach der Gesetzesänderung im Mai 2008 in 36 Fällen der Eröffnung eines Verfahrens zugestimmt, in 115 Fällen die Zustimmung verweigert und in 98 Fällen dauerte die Prüfung der Anträge auf Zustimmung noch an.[21]
- 28. März 2010: In einem Wiederaufnahme-Verfahren wurde Orhan Pamuk, Träger des Literatur-Nobelpreises 2006, zu einer Schadenersatzzahlung verurteilt in Höhe von 6000 türkischen Lira an sechs Kläger, die sich durch seine Äußerungen zum Völkermord an den Armeniern (Pamuk: „Die Türken haben auf diesem Boden 30 Tausend Kurden und 1 Million Armenier getötet.“) beleidigt fühlten.[22][23]

## Gesetzesänderung 2008
Bis zur Gesetzesänderung von 2008 (mit Gesetz Nr. 5759 vom 30. April 2008) war der Begriff „Türkentum“ Bestandteil des Gesetzestextes. Am 7. April 2008 wurde der Gesetzentwurf ins Parlament eingebracht. Die Formulierung „Herabwürdigung des Türkentums“ wurde durch „Beleidigung der türkischen Nation“ ersetzt und der Strafrahmen auf höchstens zwei Jahre reduziert. Außerdem sollen Verfahren nach Art. 301 künftig nur noch mit ausdrücklicher Ermächtigung des Justizministers eingeleitet werden. Das türkische Parlament hat am 30. April 2008 der Revision des Gesetzes zugestimmt.

## Internationaler Vergleich und Kritik
Wesentlicher Unterschied zwischen den Straftatbeständen anderer Länder und der Türkei war es, dass im Gegensatz zur heutigen Formulierung „türkische Nation“ der Begriff des „Türkentums“ verwendet wurde. Eine parallele Entsprechung zu diesem Tatbestandsmerkmal weisen ähnliche Strafgesetze anderer Länder, in denen die Herabwürdigung staatlicher Institutionen mit Strafe bedroht ist, nicht auf. Die vermeintliche oder unterstellte „Beleidigung des Türkentums“ bietet türkischen Justizbehörden und privaten Klägern Interpretationsspielraum für Klagen gegen Kritiker aus dem eigenen Land sowie für kritische Anmerkungen über den türkischen Umgang mit dem Völkermord an den Armeniern und die öffentliche Anerkennung des Völkermordes.
Der Artikel war und ist durch die unbestimmten Rechtsbegriffe „Herabwürdigung“ und „Türkentum“ inhaltlich vage und offen für willkürliche Deutungen und wurde dementsprechend (zumindest vor 2008) als Gummiparagraph kritisiert. Es ist ungeklärt, was „Herabwürdigung“ des sogenannten Türkentums etwa von „Kritik“ an ihm unterscheidet. So wurde zum Beispiel der türkische Literaturnobelpreisträger Orhan Pamuk wegen Beleidigung des Türkentums und Kritik am Völkermord an den Armeniern angeklagt. Das Verfahren wurde am 22. Januar 2006 zunächst eingestellt; Orhan Pamuk wurde aber nach Wiederaufnahme im März 2011 zu einer Geldstrafe verurteilt. Ebenso wurde die türkische Schriftstellerin Elif Shafak wegen ihres 2007 in den Vereinigten Staaten in englischer Sprache erschienenen Romanes The Bastard of Istanbul wegen Herabwürdigung des Türkentums in der Türkei angeklagt. Dieses Verfahren wurde eingestellt.
Der Artikel beschneidet im internationalen Vergleich die Meinungsfreiheit und wurde u. a. vom Europarat, der Europäischen Kommission und auch Amnesty International als ernste Bedrohung der Meinungsfreiheit und Pressefreiheit in der Türkei angesehen.
Im Jahr 2007 forderten zahlreiche in der deutschen Politik aktive türkischstämmige Politiker, darunter Cem Özdemir, die türkische Regierung in einer Petition auf, nicht nur semantische Verbesserungen des Gesetzestextes vorzunehmen, sondern den Paragraphen 301 ersatzlos aus dem türkischen Strafgesetzbuch zu streichen.
Die von der Republik Türkei als Richterin an den Europäischen Gerichtshof für Menschenrechte entsandte Rechtswissenschaftlerin Işıl Karakaş kritisierte den „Türkentum“-Artikel 301 im Januar 2008 und setzte sich für seine Entschärfung ein.
Die Europäische Kommission und das Europäische Parlament stellten im Fortschrittsbericht Türkei 2010 fest, dass der Artikel 301, Türkisches Strafgesetzbuch, auch in seiner am 30. April 2008 von der türkischen Nationalversammlung verabschiedeten und am 8. Mai 2008 in Kraft getretenen Neufassung weiterhin die Meinungsfreiheit in der Türkei verletzt: „Das Europäische Parlament (...) bedauert, dass einige Rechtsvorschriften wie etwa Artikel 301 (...) sowie Erklärungen der Regierung und Maßnahmen von Staatsanwälten – die freie Meinungsäußerung weiterhin einschränken. Es wiederholt seine frühere, an die Regierung gerichtete Forderung, die Überprüfung des Rechtsrahmens für die Meinungsfreiheit abzuschließen und ihn unverzüglich in Einklang mit der EMRK und der Rechtsprechung des Europäischen Gerichtshofs für Menschenrechte zu bringen.“